# Голубой дракон (телепремия, 2024)
3-я церемония вручения телепремии «Голубой дракон» (кор. 제3회 청룡 시리즈 어워즈) — ежегодная церемония награждения за заслуги в области стримингового телевидения и OTT, организованная изданием «Sports Chosun» (дочерний бренд «Чосон Ильбо»), состоявшаяся 19 июля 2024 года в отеле «Paradise City», Инчхон, Республика Корея. Ведущими премии выступили Чон Хён Му и Им Юна, прямая трансляция велась на канале KBS2.
Номинанты были объявлены 26 июня 2024 года. На премию были номинированы сериалы, которые были произведены и финансированы OTT-платформами и вышли в эфир с 1 июня 2023 года по 31 мая 2024 года.

## Награды и номинации

### Количество побед/номинаций
- 3/7: «Перемещение[англ.]»
- 2/5: «SNL Korea 5 сезон[англ.]»
- 2/3: «Дневная доза солнечного света»
- 1/3: «Магазин для убийц[англ.]», «Место преступления Возвращение[англ.]», «Девушка в маске[англ.]»
- 1/2: «Отрочество[англ.]», «План дьявола[англ.]»
- 1/1: «Трансфер любви 3[англ.]», «Зона проверки мышления: Сообщество», «Тайный клуб старшей школы для девочек 3»
- 0/4: «Шоу восьми[англ.]»
- 0/3: «Парадокс убийцы[англ.]», «Романтика братьев и сестёр[англ.]», «Дядя Сам Сик[англ.]»
- 0/2: «Долгое время без секса[англ.]», «Вселенная зомби»
- 0/1: «Прощай, Земля[англ.]», «Богатые экспаты в Корее», «Броключения в Дубае», «Давайте чувствовать себя комфортно 3», «Наступает ночь[англ.]», «Привет, печенька[англ.]», «Игра в пирамиду[англ.]», «Паразит: Серый[англ.]», «От 19 до 20», «Охота на ведьм 2023», «Короли юмора»

Лауреаты отмечены знаком «★».
| Категория                                                                      | Номинанты и лауреаты                                               | Номинанты и лауреаты                                            |
| ------------------------------------------------------------------------------ | ------------------------------------------------------------------ | --------------------------------------------------------------- |
| Выбор Голубого дракона (Гран-при)Представляли награду: Сон Хегё                | ★ Перемещение                                                      | ★ Перемещение                                                   |
| Лучший сериалПредставляли награду: Ли Джэ Хун и Чо Бо А                        | ★ Дневная доза солнечного света                                    | ★ Дневная доза солнечного света                                 |
| Лучший сериалПредставляли награду: Ли Джэ Хун и Чо Бо А                        | Девушка в маске                                                    |                                                                 |
| Лучший сериалПредставляли награду: Ли Джэ Хун и Чо Бо А                        | Перемещение                                                        |                                                                 |
| Лучший сериалПредставляли награду: Ли Джэ Хун и Чо Бо А                        | Парадокс убийцы                                                    |                                                                 |
| Лучший сериалПредставляли награду: Ли Джэ Хун и Чо Бо А                        | Долгое время без секса                                             |                                                                 |
| Лучшая развлекательная программаПредставляли награду: Ли Гвансу и Пак Чжин Джу | ★ Зона проверки мышления: Сообщество                               | ★ Зона проверки мышления: Сообщество                            |
| Лучшая развлекательная программаПредставляли награду: Ли Гвансу и Пак Чжин Джу | План дьявола                                                       |                                                                 |
| Лучшая развлекательная программаПредставляли награду: Ли Гвансу и Пак Чжин Джу | SNL Korea 5 сезон                                                  |                                                                 |
| Лучшая развлекательная программаПредставляли награду: Ли Гвансу и Пак Чжин Джу | Романтика братьев и сестёр                                         |                                                                 |
| Лучшая развлекательная программаПредставляли награду: Ли Гвансу и Пак Чжин Джу | Место преступления Возвращение                                     |                                                                 |
| Лучшая мужская рольПредставляли награду: Ха Чон У и Пэ Суджи                   |                                                                    | ★ Лим Сиван — «Отрочество» (за роль Чан Бён Тхэ)                |
| Лучшая мужская рольПредставляли награду: Ха Чон У и Пэ Суджи                   | Рю Сыннён — «Перемещение» (за роль Чан Чжу Вона)                   |                                                                 |
| Лучшая мужская рольПредставляли награду: Ха Чон У и Пэ Суджи                   | Рю Джун Ёль — «Шоу восьми» (за роль Пэ Джинсу)                     |                                                                 |
| Лучшая мужская рольПредставляли награду: Ха Чон У и Пэ Суджи                   | Пён Ёхан — «Дядя Сам Сик» (за роль Ким Сана)                       |                                                                 |
| Лучшая мужская рольПредставляли награду: Ха Чон У и Пэ Суджи                   | Чхве У Сик — «Парадокс убийцы» (за роль Ли Тана)                   |                                                                 |
| Лучшая женская рольПредставляли награду: Ха Чон У и Пэ Суджи                   |                                                                    | ★ Пак Поён — «Дневная доза солнечного света» (за роль Чон Даын) |
| Лучшая женская рольПредставляли награду: Ха Чон У и Пэ Суджи                   | Ан Ын Джин — «Прощай, Земля» (за роль Джин Се Гён)                 |                                                                 |
| Лучшая женская рольПредставляли награду: Ха Чон У и Пэ Суджи                   | Исом — «Долгое время без секса» (за роль У Джин)                   |                                                                 |
| Лучшая женская рольПредставляли награду: Ха Чон У и Пэ Суджи                   | Чхон У Хи — «Шоу восьми» (за роль Сэ Ры)                           |                                                                 |
| Лучшая женская рольПредставляли награду: Ха Чон У и Пэ Суджи                   | Хан Хёджу — «Перемещение» (за роль Ли Ми Хён)                      |                                                                 |
| Лучший артист эстрадыПредставляли награду: Ю Джэсок и Чу Хён Ён                |                                                                    | ★ Син Дон Ёп — «SNL Korea 5 сезон»                              |
| Лучший артист эстрадыПредставляли награду: Ю Джэсок и Чу Хён Ён                | Dex — «Вселенная зомби»                                            |                                                                 |
| Лучший артист эстрадыПредставляли награду: Ю Джэсок и Чу Хён Ён                | Чо Се Хо — «Богатые экспаты в Корее»                               |                                                                 |
| Лучший артист эстрадыПредставляли награду: Ю Джэсок и Чу Хён Ён                | Чи Сок Чин — «Броключения в Дубае»                                 |                                                                 |
| Лучший артист эстрадыПредставляли награду: Ю Джэсок и Чу Хён Ён                | Code Kunst — «Романтика братьев и сестёр»                          |                                                                 |
| Лучшая артистка эстрадыПредставляли награду: Ю Джэсок и Чу Хён Ён              |                                                                    | ★ Чан До Ён — «Тайный клуб старшей школы для девочек 3»         |
| Лучшая артистка эстрадыПредставляли награду: Ю Джэсок и Чу Хён Ён              | Пак Джиюн — «Место преступления Возвращение»                       |                                                                 |
| Лучшая артистка эстрадыПредставляли награду: Ю Джэсок и Чу Хён Ён              | Ли Суджи — «SNL Korea 5 сезон»                                     |                                                                 |
| Лучшая артистка эстрадыПредставляли награду: Ю Джэсок и Чу Хён Ён              | Чу Хён Ён — «Место преступления Возвращение»                       |                                                                 |
| Лучшая артистка эстрадыПредставляли награду: Ю Джэсок и Чу Хён Ён              | Пун Ча — «Давайте чувствовать себя комфортно 3»                    |                                                                 |
| Лучшая мужская роль второго планаПредставляли награду: Ли Дон Хви и Ли Ю Бин   |                                                                    | ★ Ан Джэ Хон — «Девушка в маске» (за роль Чжу О Нама)           |
| Лучшая мужская роль второго планаПредставляли награду: Ли Дон Хви и Ли Ю Бин   | Ким Сонгюн — «Перемещение» (за роль Ли Джэман)                     |                                                                 |
| Лучшая мужская роль второго планаПредставляли награду: Ли Дон Хви и Ли Ю Бин   | Со Хён У — «Магазин для убийц» (за роль Ли Сон Чжо)                |                                                                 |
| Лучшая мужская роль второго планаПредставляли награду: Ли Дон Хви и Ли Ю Бин   | Ли Кю Хён — «Дядя Сам Сик» (за роль Кан Сон Мина)                  |                                                                 |
| Лучшая мужская роль второго планаПредставляли награду: Ли Дон Хви и Ли Ю Бин   | Ли Хи Джун — «Парадокс убийцы» (за роль Сон Чона)                  |                                                                 |
| Лучшая женская роль второго планаПредставляли награду: Пак Сонхун и Лим Джиён  |                                                                    | ★ Гым Хэ На — «Магазин для убийц» (за роль Со Мин Хё)           |
| Лучшая женская роль второго планаПредставляли награду: Пак Сонхун и Лим Джиён  | Квак Сон Ён — «Перемещение» (за роль Хван Джи Хи)                  |                                                                 |
| Лучшая женская роль второго планаПредставляли награду: Пак Сонхун и Лим Джиён  | Ём Хёран — «Девушка в маске» (за роль Ким Кён Джа)                 |                                                                 |
| Лучшая женская роль второго планаПредставляли награду: Пак Сонхун и Лим Джиён  | Ли Джу Ён — «Шоу восьми» (за роль Чун Джа)                         |                                                                 |
| Лучшая женская роль второго планаПредставляли награду: Пак Сонхун и Лим Джиён  | Тиффани Хван — «Дядя Сам Сик» (за роль Рэйчел Чон)                 |                                                                 |
| Лучший актёр-новичокПредставляли награду: Пак Чихун и Син Йеын                 |                                                                    | ★ Ли Джон Ха — «Перемещение» (за роль Ким Бон Сока)             |
| Лучший актёр-новичокПредставляли награду: Пак Чихун и Син Йеын                 | Ким Усок — «Наступает ночь» (за роль Ким Джун Хи)                  |                                                                 |
| Лучший актёр-новичокПредставляли награду: Пак Чихун и Син Йеын                 | Ро Джэ Вон — «Дневная доза солнечного света» (за роль Ким Со Вана) |                                                                 |
| Лучший актёр-новичокПредставляли награду: Пак Чихун и Син Йеын                 | Ли Си У — «Отрочество» (за роль Чон Гён Тхэ)                       |                                                                 |
| Лучший актёр-новичокПредставляли награду: Пак Чихун и Син Йеын                 | Чхве Хён Ук — «Привет, печенька» (за роль Со Хо Су)                |                                                                 |
| Лучшая актриса-новичокПредставляли награду: Пак Чихун и Син Йеын               |                                                                    | ★ Ко Юнджон — «Перемещение» (за роль Чан Хи Су)                 |
| Лучшая актриса-новичокПредставляли награду: Пак Чихун и Син Йеын               | Ким Хе Джун — «Магазин для убийц» (за роль Чжун Чжи Ан)            |                                                                 |
| Лучшая актриса-новичокПредставляли награду: Пак Чихун и Син Йеын               | Ли Ёль Ым — «Шоу восьми» (за роль Ким Ян)                          |                                                                 |
| Лучшая актриса-новичокПредставляли награду: Пак Чихун и Син Йеын               | Чан Да А — «Игра в пирамиду» (за роль Бэк Ха Рин)                  |                                                                 |
| Лучшая актриса-новичокПредставляли награду: Пак Чихун и Син Йеын               | Чон Сон И — «Паразит: Серый» (Чон Су Ин/Хайди)                     |                                                                 |
| Лучший артист эстрады-новичокПредставляли награду: Dex и Ким А Ён              |                                                                    | ★ Квак Джун Бин — «План дьявола»                                |
| Лучший артист эстрады-новичокПредставляли награду: Dex и Ким А Ён              | Ан До Гю — «SNL Korea 5 сезон»                                     |                                                                 |
| Лучший артист эстрады-новичокПредставляли награду: Dex и Ким А Ён              | Чон Се Ун — «От 19 до 20»                                          |                                                                 |
| Лучший артист эстрады-новичокПредставляли награду: Dex и Ким А Ён              | Джонатан Ёмби — «Вселенная зомби»                                  |                                                                 |
| Лучший артист эстрады-новичокПредставляли награду: Dex и Ким А Ён              | Чу У Чжэ — «Охота на ведьм 2023»                                   |                                                                 |
| Лучшая артистка эстрады-новичокПредставляли награду: Dex и Ким А Ён            |                                                                    | ★ Юн Га И — «SNL Korea 5 сезон»                                 |
| Лучшая артистка эстрады-новичокПредставляли награду: Dex и Ким А Ён            | Чо Миён — «Романтика братьев и сестёр»                             |                                                                 |
| Лучшая артистка эстрады-новичокПредставляли награду: Dex и Ким А Ён            | Ом Джи Юн — «Короли юмора»                                         |                                                                 |
| Лучшая артистка эстрады-новичокПредставляли награду: Dex и Ким А Ён            | Чжи Йе Ын — «SNL Korea 5 сезон»                                    |                                                                 |
| Лучшая артистка эстрады-новичокПредставляли награду: Dex и Ким А Ён            | Патриция Ёмби — «Романтика братьев и сестёр»                       |                                                                 |
| Самая популярная звезда                                                        | ★ Dex                                                              | ★ Dex                                                           |
| Самая популярная звезда                                                        | ★ Чо Миён                                                          |                                                                 |
| Самая популярная звезда                                                        | ★ Чхве У Сик                                                       |                                                                 |
| Самая популярная звезда                                                        | ★ Пак Джиюн                                                        |                                                                 |
| Специальная награда «Whynot»                                                   |                                                                    | ★ Ан Юджин — «Место преступления Возвращение»                   |
| Награда «Популярный саундтрек»                                                 |                                                                    | ★ Чжан Хао — «I Wanna Know» («Трансфер любви 3»)                |

### Исполнители
| Артисты     | Исполнили                                                        | Ист.  |
| ----------- | ---------------------------------------------------------------- | ----- |
| We Dem Boyz | «BSA Opening Performance» и «Missing You» (with )                | [ 7 ] |
| (G)I-dle    | «Klaxon» и «Fate» (feat. Чхве Хён Ук)                            | [ 7 ] |
| Джей Пак    | «Ganadara», «All I Wanna Do», «Taxi Blurr», «Mommae» и «McNasty» | [ 7 ] |